# Seven Seas Entertainment
Seven Seas Entertainment – amerykańskie wydawnictwo z siedzibą w Los Angeles w Kalifornii. Początkowo specjalizowało się w publikacji mang tworzonych pierwotnie w języku angielskim (OEL manga), jednak z czasem poszerzyło swoją ofertę o licencjonowane mangi i light novel z Japonii oraz wybrane komiksy internetowe. Firmą kieruje Jason DeAngelis, który w październiku 2004 roku, przy okazji uruchomienia strony internetowej wydawnictwa, wprowadził do obiegu termin „world manga”.